# Brain-sur-Allonnes
Brain-sur-Allonnes es una población y comuna francesa, en la región de Países del Loira, departamento de Maine y Loira, en el distrito de Saumur y cantón de Allonnes (Maine y Loira).

## Demografía
| 1289 | 1366 | 1485 | 1708 | 1801 | 1793 |
| Para los censos de 1962 a 1999 la población legal corresponde a la población sin duplicidades (Fuente: INSEE [Consultar]) |      |      |      |      |      |